# Agata Mańczyk
Agata Mańczyk (ur. 31 marca 1977) – polska pisarka, autorka książek dla dzieci i młodzieży. 

## Życiorys
Ukończyła studia na wydziale polonistyki Uniwersytetu Warszawskiego oraz kurs redakcji merytorycznej Polskiego Towarzystwa Wydawców Książek. Współpracowała z Filipinką, pracowała w Wydawnictwie Świat Książki i w gimnazjum, jako nauczyciel języka polskiego. 
Jej debiutem literackim była klara@żuk.pl, wydana przez Wydawnictwo Publicat w 2006 roku. Kolejną pozycją w dorobku autorki był Świeżo zatemperowany scyzoryk, wydany w roku 2005 przez Wydawnictwo Telbit. Od roku 2007 związana z wydawnictwem Nasza Księgarnia, gdzie wydała swoje najnowsze książki: Jajecznica na deszczówce oraz Pierwsza noc pod gołym niebem.

## Twórczość
- 2005 Świeżo zatemperowany scyzoryk - Wydawca: Telbit, ISBN 83-88109-62-6
- 2006 klara@żuk.pl (debiut) - Wydawca: Publicat S.A., ISBN 83-2450-003-0
- 2007 Jajecznica na deszczówce - Wydawca: Nasza Księgarnia, ISBN 978-83-10-11286-6
- 2008 Pierwsza noc pod gołym niebem - Wydawca: Nasza Księgarnia, ISBN 978-83-10-11506-5
- 2008 Facet z prostą instrukcją obsługi - Wydawca: Nasza Księgarnia, ISBN 978-83-10-11594-2
- 2010 Duża kieszeń na kłopoty - Wydawca: Nasza Księgarnia
- 2012 Rupieciarnia na końcu świata - Wydawca: Nasza Księgarnia, ISBN 978-83-10- 12079-3